# Liste der Monuments historiques in Mouterre-sur-Blourde
Die Liste der Monuments historiques in Mouterre-sur-Blourde führt die Monuments historiques in der französischen Gemeinde Mouterre-sur-Blourde auf.

## Liste der Objekte
| Bezeichnung | Beschreibung                             | Standort                               | Kennzeichnung | Schutzstatus | Datum | Bild |
| ----------- | ---------------------------------------- | -------------------------------------- | ------------- | ------------ | ----- | ---- |
| Kanzel      | Holz, zweite Hälfte des 19. Jahrhunderts | in der Kirche St-Pierre-St-Paul (Lage) | PM86001585    | Classé       | 2016  |      |